# San Esteban de Viacamp
San Esteban de Viacamp era una iglesia parroquial del pueblo de Viacamp, en el término municipal aragonés de Viacamp y Litera, de la comarca de La Ribagorza, situada junto a los escombros del castillo de Viacamp en la cumbre del cerro que domina el pueblo.
Las ruinas provienen una reforma del siglo XVI-XVII sobre un viejo edificio románico del siglo XII. Era una iglesia de nave única, bóveda de cañón un poco apuntada y cabecera trapezoidal, de 12,5 metros por 5 con un grueso de muro de un metro.

## Galería

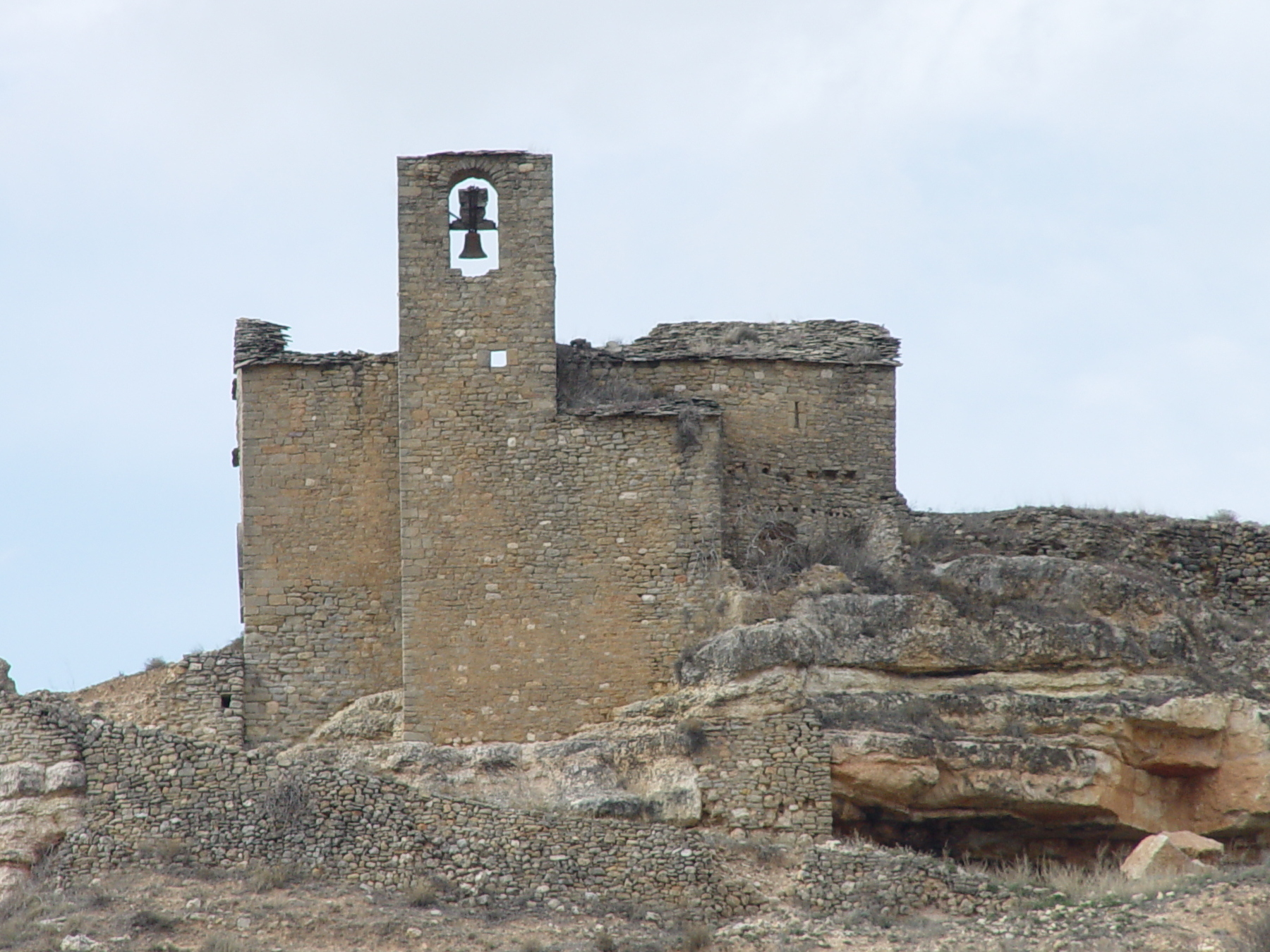
Vista general de la ermita
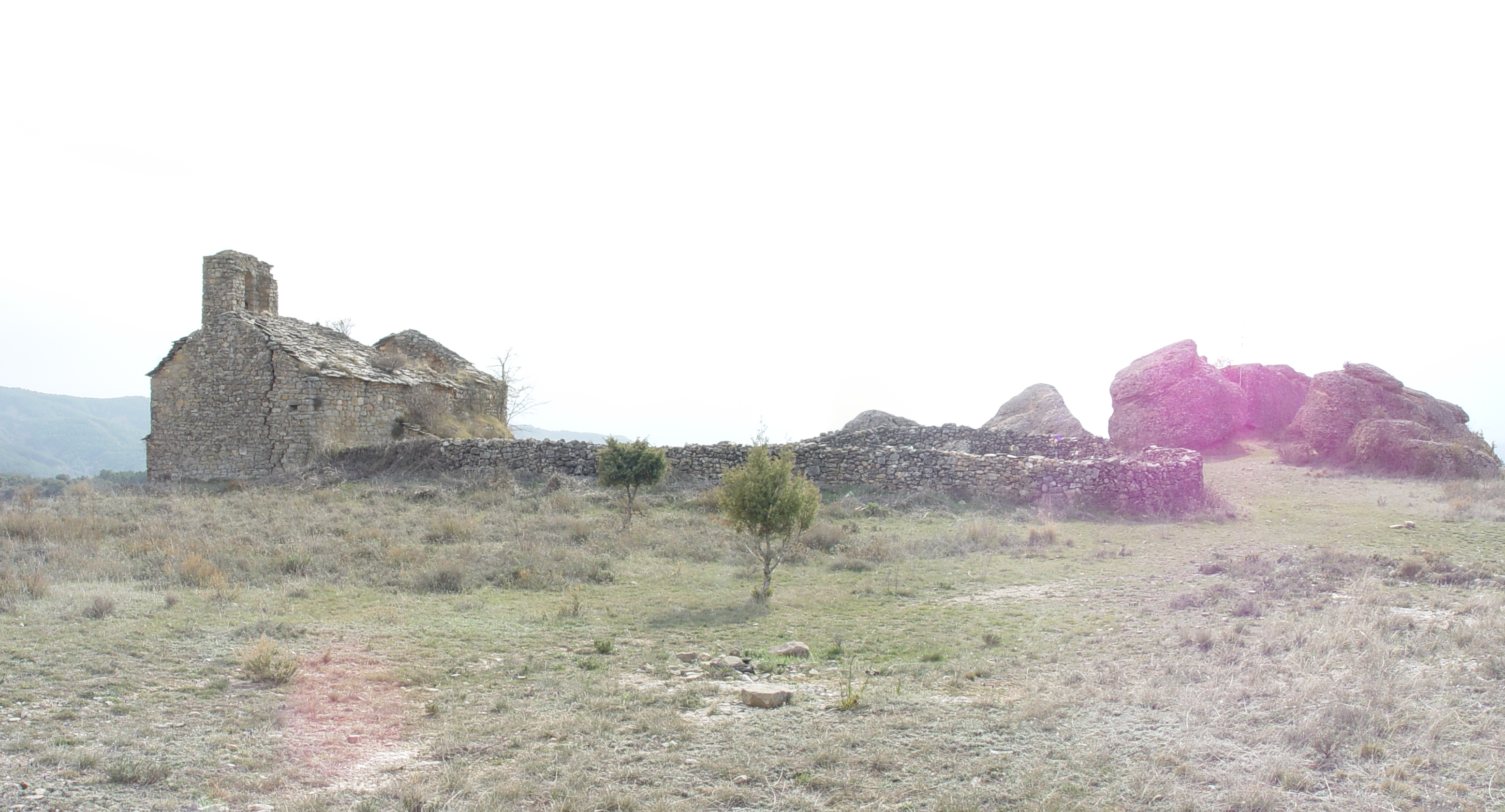
Vista general de la ermita con el amurallado
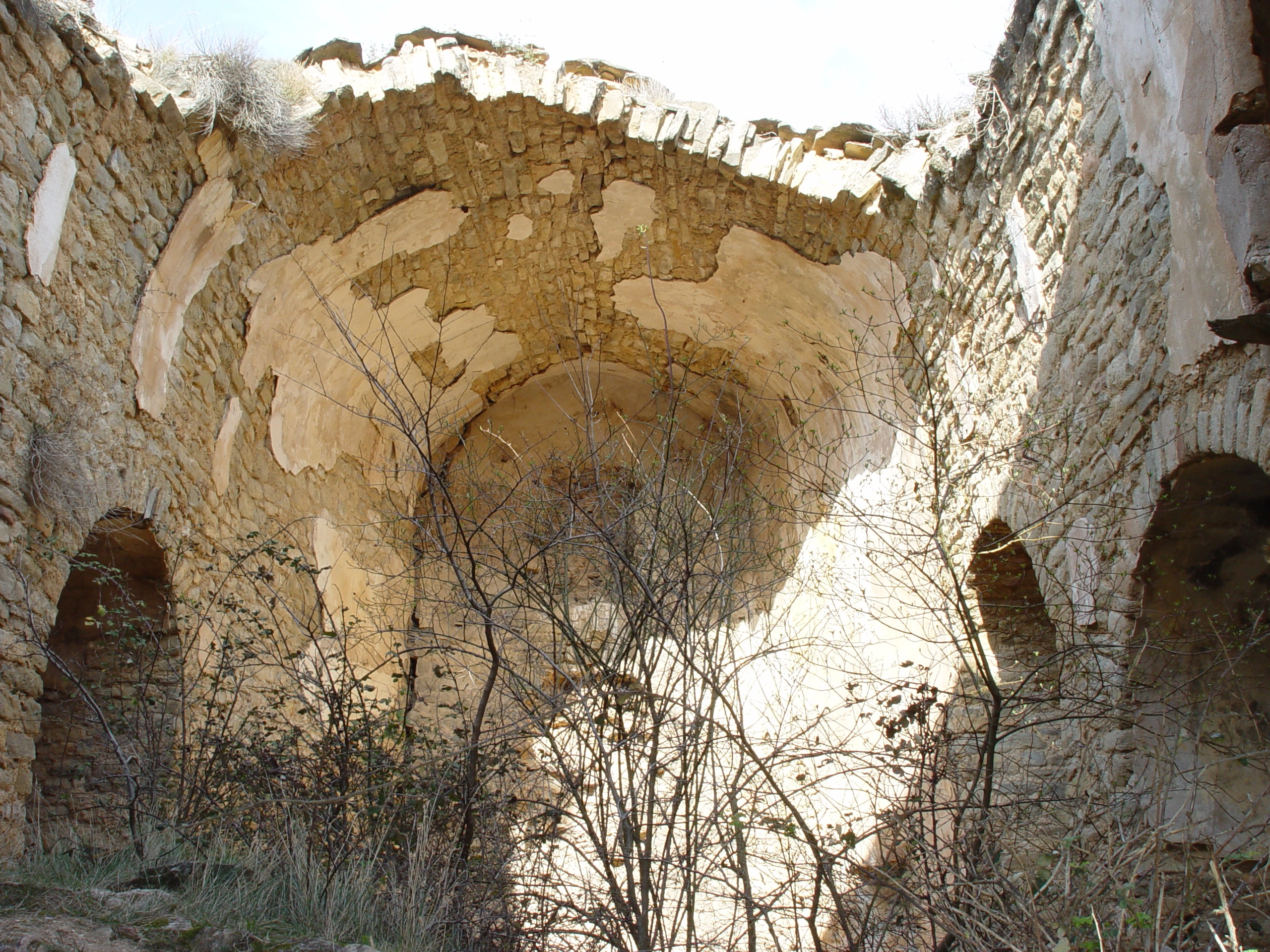
Vista interna